# Aiamans (Mallorca)
Aiamans es un lloc del terme municipal de Lloseta, a Mallorca. Està situat entre Son Pelai, el torrent d'Almadrà i Lloseta.

## Història
En el segle xiii va ser una alqueria donada per Jaume I a Gastó de Bearn. Poc després passà a Arnau de Togores, juntament amb l'alqueria de Lloseta, El 1634 Felip IV concedí a Miquel Lluís Ballester de Togores i Sales el títol de comte d'Aiamans, per la seva col·laboració en la campanya de Provença i aquestes senyories es convertiren en el comtat d'Aiamans i la baronia de Lloseta. El novè comte fou l'escriptor Josep de Togores i Sanglada, però la línia es va extingir amb Marià Gual de Togores (1906-1932).
En el cadastre de 1578 la possessió d'Aiamans dels hereus de Pelai Fuster (que després es coneixerà com a Son Pelai) es valora en 10.000 lliures i la possessió de Bartomeu Ramon (Son Ramon) en 1.800 lliures. El 1595 Joan Binimelis escriu que a Lloseta hi ha 39 cases i a Aiamans n'hi ha 13. Per tant, la població estimada d'Aiamans seria d'unes 65 persones. L'any 1712 Aiamans comptava amb 13 cases i Lloseta ja en tenia 102. Aquestes dades ens demostren que en el segle xvii Lloseta va exprimentar un gran creixement, mentre Aiamans restà estancat.
En el cadastre de 1688 la possessió de Son Pelai, a Aiamans, està valorada en 30.000 lliures i és d'Antoni Fuster. Altres propietaris d'Aiamans són: Mateu Villalonga "Negret", els hereus de Miquel Ramon "Pelai", la viuda Margalida Coll, Antoni Coll, Margalida Coll, Sebastià Coll, Mateu Batle, Gabriel Ramon "Carrina", Pau Ramon, Caterina Bestard "Huguet", Joan Bestard "Camagrossa" i la viuda de Guillem Villalonga.

### Son Pelai
Son Pelai va ser una possessió establerta damunt una part considerable de les terres de la primitiva alqueria d'Aiamans, cedida a Arnau de Togores. La família Fuster en va ser la propietària fins al segle xix. Era una possessió molt important com es pot constatar en els cadastres. En el de 1773 el seu valor s'avaluà en 34.000 lliures.

### Son Ramon
És una altra possessió sortida de la segregació de l'antiga Aiamans. El topònim va aparèixer en el segle xvii. L'any 1697 era de Bartomeu Ramon. El 1752 era d'Elionor Mesquida casada amb el doctor Jaume Fàbregues. Les cases confrontaven amb "la placeta d'Aiamans". Tenia una tanca d'olivar anomenada sa Coma Vella, 12 quarterades més d'olivar, 6 quarterades dites ses Rotes, 4 quarterades dites lo Maiol, unes cases esbucades, un clos o corral i unes cases i clos contigu. A finals del segle xviii Marià Manuel Fàbregues va vendre diferents bocins de terra i les mateixes cases, que foren adquirides per Joan Baptista Alcover, natural d'Alaró i majoral de s'Estorell. En el seu interior s'hi ubica l'oratori del Cocó.